# Heroltice (Štíty)
Heroltice (německy Herautz) jsou vesnice v okrese Šumperk, součást města Štíty. Nachází se zhruba 3,5 km ssz. od Štítů. Sídlo je uličního typu, roztažené podél Heroltického potoka, drobného toku, který stéká z východního okraje Orlických hor do Kladské kotliny a pod Herolticemi zprava ústí do řeky Březná. Vesnička Heroltice se rozkládá v severním cípu Olomouckého kraje nedaleko česko-polských hranic. Malebné údolí, které je přirozenou hranicí mezi Jeseníky a Orlickými horami se nachází v nadmořské výšce 450–750 m n. m. Vesnička správně spadá pod město Štíty.

## Historie

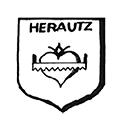
Historický znak Heroltic

Obec má jméno zřejmě podle zakladatele Heralta či Heralda, čemuž napovídá německý název Herautz a dřívější české jméno Heraltice. Heroltice se připomínají již roku 1278 u tehdejšího Šilperka a byly někdy označovány jako Velké nebo též Dolní Heroltice, na rozdíl od Malých či Horních Heroltic, tj. pozdější Červené Vody.
V roce 1623 se Heroltice dostaly se šilperským panstvím pod patrimoniální správu v Rudě. Patřily k největším vsím tohoto panství, protože podle lánového rejstříku z roku 1677 měly 49 usedlých a v roce 1834 dokonce již 156 domů a 1026 obyvatel. Škola zde existovala již v roce 1828 a roku 1854 tu byla zřízena kuracie při zdejším kostele, původně kapli sv. Jana Křtitele z roku 1718. Po roce 1848 připadly Heroltice k soudnímu okresu Šilperk a politickému okresu Zábřeh. Na rozdíl od sousedních obcí Červená a Bílá Voda, které zaznamenaly velký rozmach v souvislosti s rozvojem textilního průmyslu, zůstaly téměř beze zbytku.
Po roce 1945 vesnice soustavně upadala, což platilo o zástavbě i zemědělství. Pozemky heroltického katastru převzal nakonec k obhospodařování Státní statek ve Štítech. V roce 1976 byla obec Heroltice připojena ke Štítům.

## Kulturní památky
V katastru obce jsou evidovány tyto kulturní památky:
- Dům čp. 158 (bývalá fara, severně od kostela) – V současné době je v seznamu chráněných památek uveden jako doklad lidové architektury jeden empírový dům č. p. 158, který dříve sloužil jako fara. Byl postaven v polovině 19. století.

Mimo chráněné památky je zde např.:
- Kostel sv. Jana Křtitele – Kostel svatého Jana Křtitele v Herolticích je původně barokní kaplí z roku 1718. Stojí v nadmořské výšce 537 m n. m. těsně u okraje silnice. Od 17. června 2007 se v kostele sv. Jana Křtitele opět provádí nedělní polední zvonění. Kostel je od roku 2009 chráněnou kulturní památkou.[3]

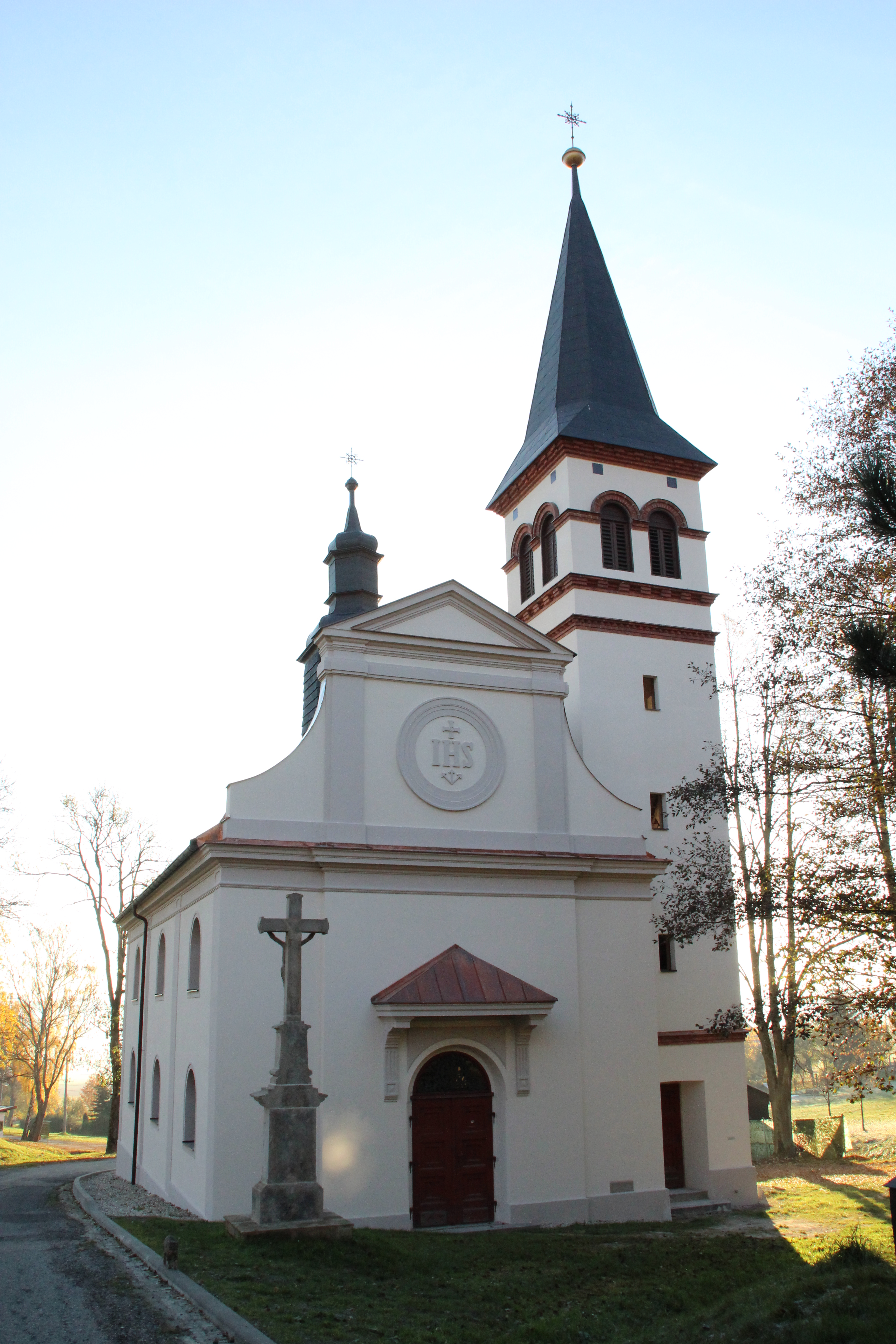
Kostel sv. Jana Křtitele (Heroltice)
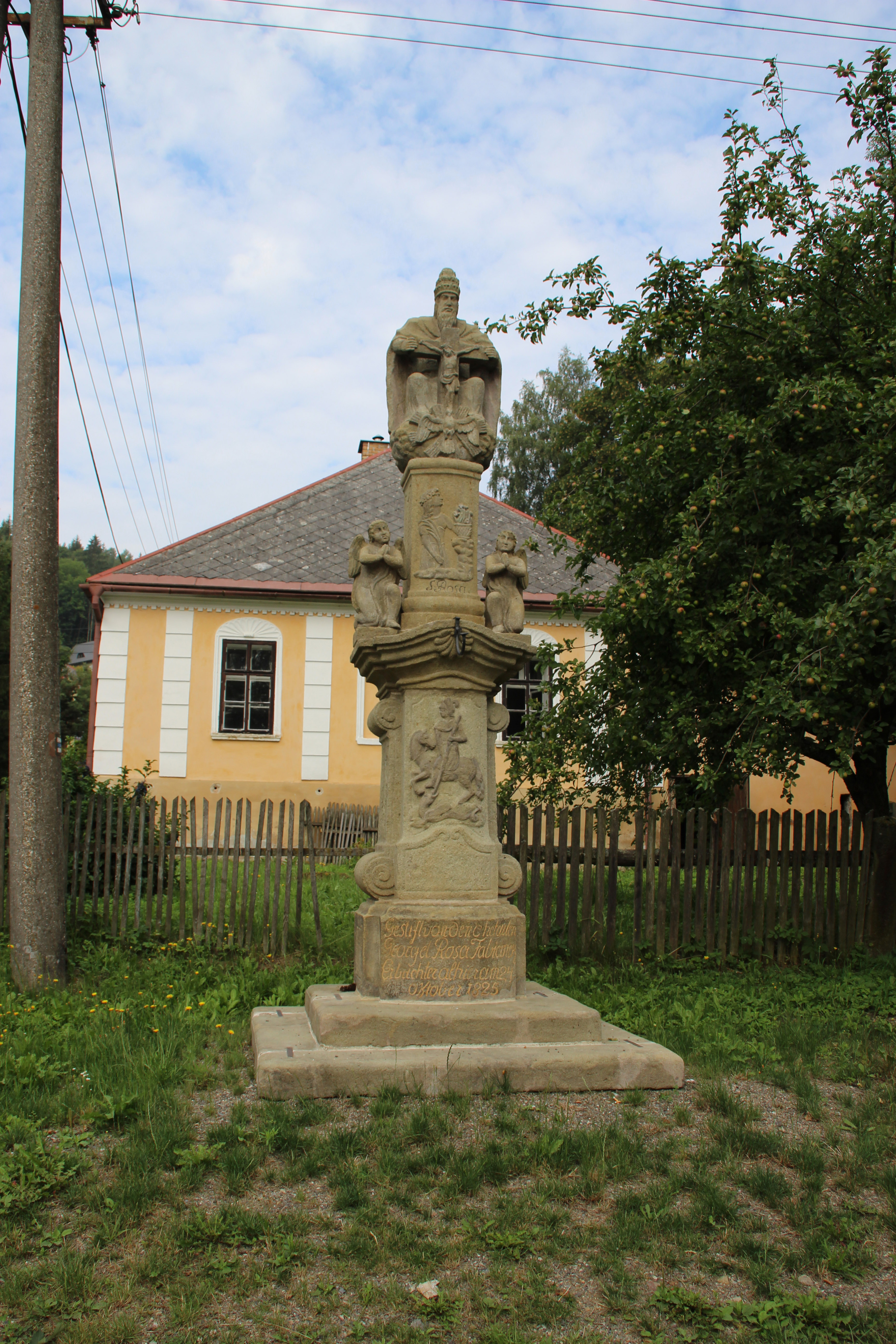
Kříž u domu čp. 158
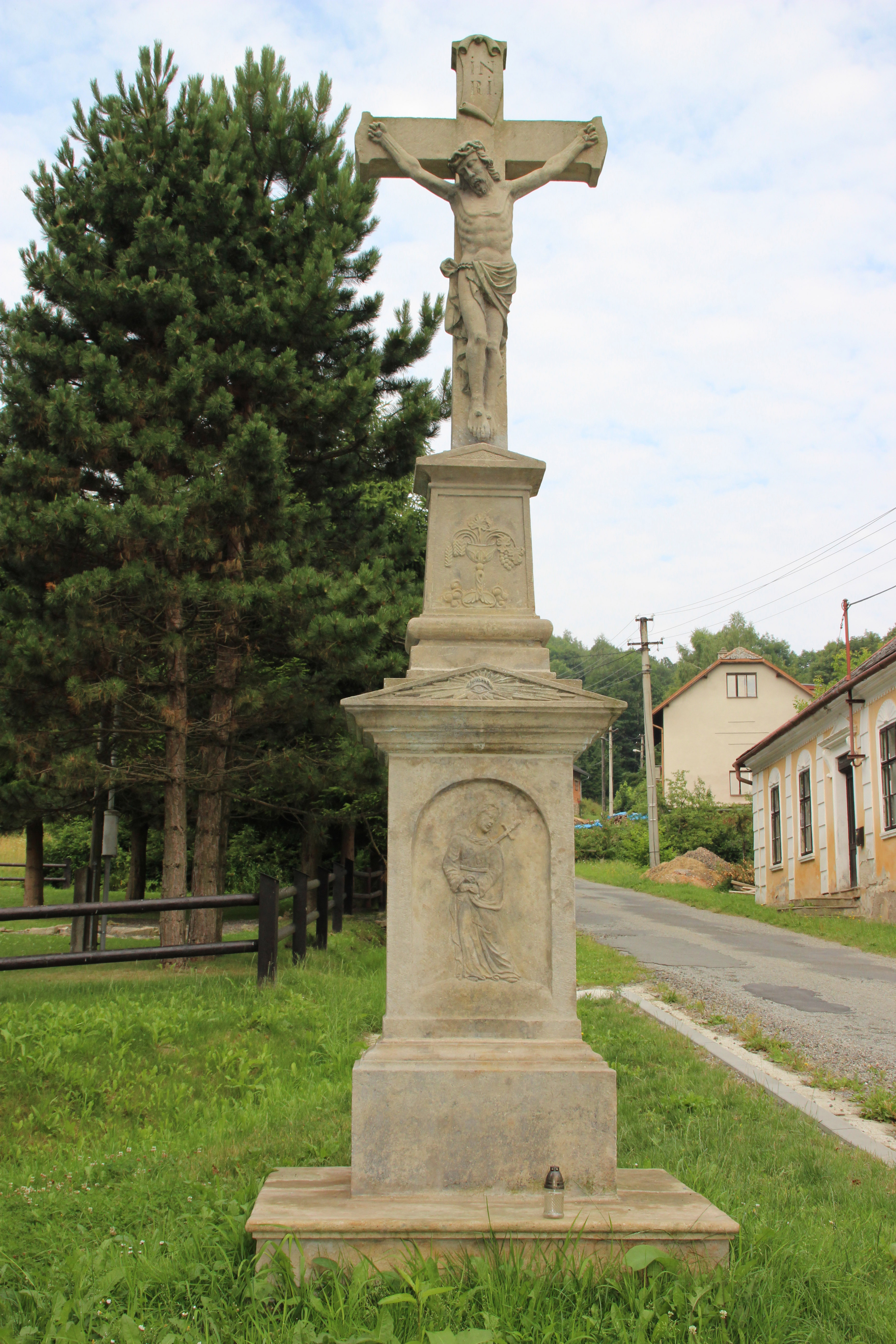
Pískovcový kříž s korpusem Krista u kostela v Herolticích

## Turistika

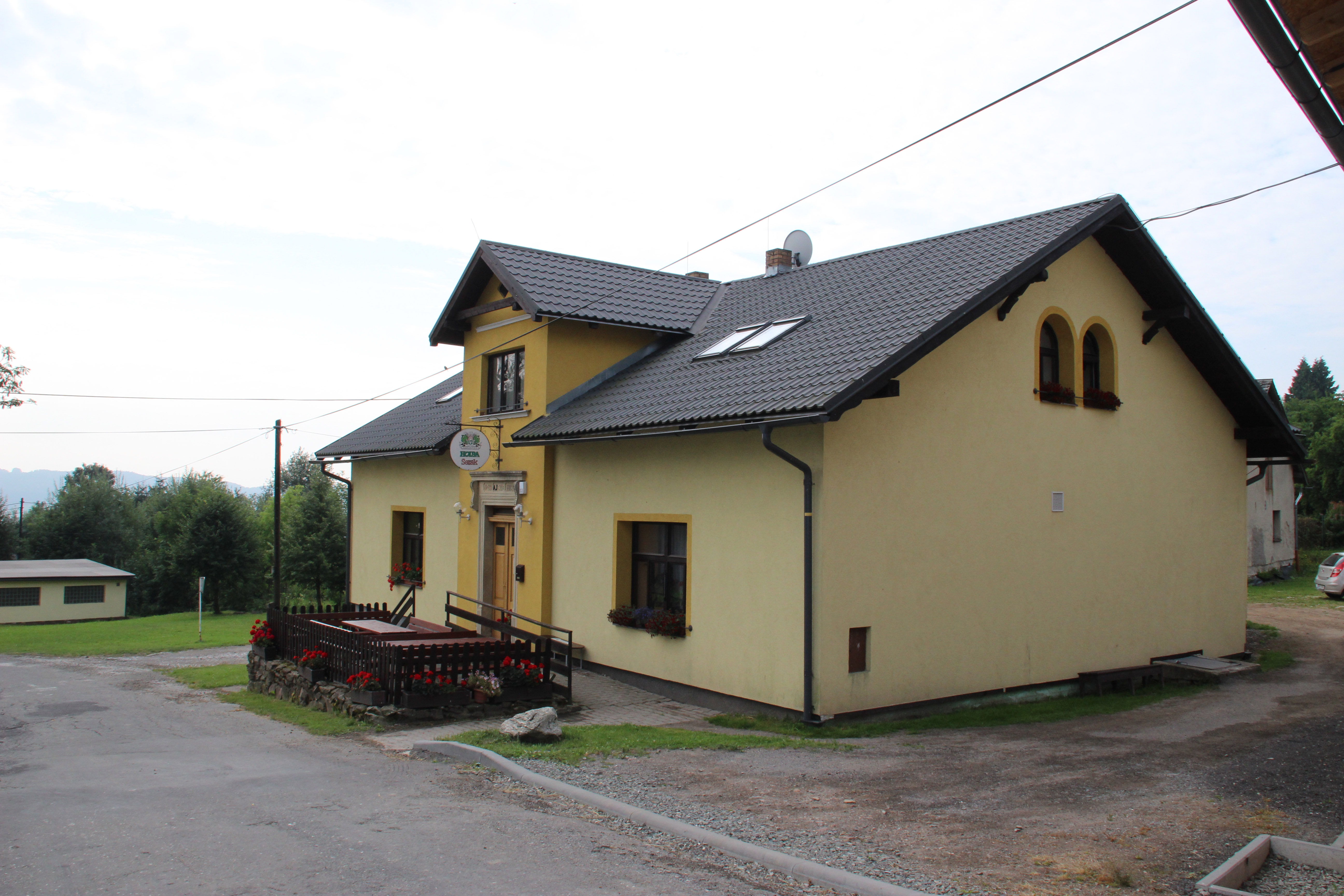
Sídlo Heroltická s.r.o.

Rekreační a sportovní areál Heroltická s. r. o. na rozhraní Orlických hor a Králického Sněžníku umožňuje ubytování v pokojích i v chatkách a maringotkách v klidné části zahrady. Dále je možnost postavení karavanů na zahradě areálu. Karavany lze napojit na elektrickou energii. V každém období mohou lidé čerpat z mnoha doprovodných služeb, využít stravování a vyrazit do malebného okolí, s příležitostmi k zimním i letním sportům.

## Kulturní akce
- Výstava jiřin – již tradičně začátkem září pestrobarevnými jiřinami. Jiřiny vystavuje pěstitel Zdeněk Beran z Horních Heřmanic. Výstava bývá doplněna o řezbářské práce či zajímavé fotografie.
- Hasičský ples – každoročně se v Herolticích pořádá hasičský ples pod záštitou tamního spolku dobrovolných hasičů.
- RC modely – tato akce s dlouholetou tradicí se zaryla do povědomí všech stavitelů a konstruktérů RC modelů, kteří se sem sjíždějí z celého okolí.

## Osobnosti
- Rudolf Felzmann (1866 – 1937) český a rakouský politik, poslanec Moravského zemského sněmu a Říšské rady